# Morti nel 1984/Giugno
| Questa pagina contiene informazioni ricavate automaticamente dalle voci biografiche con l'ausilio del template Bio e di un bot. L'aggiornamento è periodico e automatico e ricostruisce completamente la pagina. Se manca una persona in questa lista, sei pregato di non aggiungerla, ma accertati piuttosto che la sua voce biografica contenga il template Bio e che i dati anagrafici siano correttamente compilati. Se il template Bio manca, inseriscilo tu stesso o, in alternativa, metti l'avviso {{tmp\|Bio}} che ne segnala la mancanza. Se i dati riportati sono sbagliati, correggi direttamente la voce biografica; le modifiche saranno visibili in questa lista entro pochi giorni. Per chiarimenti vedi il progetto biografie. La lista contiene solo le 92 persone che sono citate nell'enciclopedia e per le quali è stato implementato correttamente il template Bio. Pagina aggiornata al 3 mar 2024. |

- 1º giugno - Gaetano Falzone, storico italiano (n. 1912)
- 1º giugno - Violet La Plante, attrice statunitense (n. 1908)
- 2 giugno - Pierre Birot, geografo francese (n. 1909)
- 2 giugno - Ernesto Bonino, calciatore italiano (n. 1899)
- 2 giugno - Archip Michajlovič Ljul'ka, ingegnere aeronautico sovietico (n. 1908)
- 2 giugno - François de Menthon, giurista e politico francese (n. 1900)
- 3 giugno - Aldo Campatelli, calciatore e allenatore di calcio italiano (n. 1919)
- 3 giugno - Giuseppe Rescigno, bobbista italiano (n. 1934)
- 4 giugno - Fritz Nallinger, ingegnere tedesco (n. 1898)
- 4 giugno - Celestino Ombra, partigiano italiano (n. 1901)
- 4 giugno - Vincenzo Turco, politico italiano (n. 1898)
- 5 giugno - Piero Bianconi, docente, scrittore e storico dell'arte svizzero (n. 1899)
- 5 giugno - Ahmad Fu'ad Muhyi al-Din, politico egiziano (n. 1926)
- 5 giugno - William Galassini, direttore d'orchestra, arrangiatore e compositore italiano (n. 1924)
- 5 giugno - César Socarraz, calciatore peruviano (n. 1910)
- 6 giugno - Max Arnow, direttore del casting statunitense (n. 1902)
- 6 giugno - Jarnail Singh Bhindranwale, religioso indiano (n. 1947)
- 6 giugno - A. Bertram Chandler, scrittore di fantascienza australiano (n. 1912)
- 6 giugno - Albert Delborgies, pallanuotista francese (n. 1902)
- 6 giugno - Ernest Laszlo, direttore della fotografia ungherese (n. 1898)
- 6 giugno - Emmi Pikler, pediatra ungherese (n. 1902)
- 7 giugno - George Givot, attore statunitense (n. 1903)
- 7 giugno - Rudolf Stahl, pallamanista tedesco (n. 1912)
- 8 giugno - Gordon Jacob, compositore inglese (n. 1895)
- 8 giugno - Ernest McFarland, politico statunitense (n. 1894)
- 9 giugno - Helen Hardin, pittrice statunitense (n. 1943)
- 9 giugno - Carlo Lavagna, giurista italiano (n. 1914)
- 11 giugno - Enrico Berlinguer, politico italiano (n. 1922)
- 11 giugno - Matteo Schiavone, allenatore di calcio e calciatore italiano (n. 1900)
- 12 giugno - Pëtr Dmitrievič Baranovskij, architetto e restauratore russo (n. 1892)
- 12 giugno - Gino Minucciani, ingegnere italiano (n. 1891)
- 12 giugno - Kiril Simonovski, allenatore di calcio e calciatore jugoslavo (n. 1915)
- 13 giugno - Ken Armstrong, allenatore di calcio e calciatore inglese (n. 1924)
- 13 giugno - Adone Asinari, pittore italiano (n. 1910)
- 13 giugno - António Variações, cantautore portoghese (n. 1944)
- 15 giugno - Francesco Chiaramonte, aviatore italiano (n. 1906)
- 15 giugno - Ned Glass, attore statunitense (n. 1906)
- 15 giugno - Héctor Hernández García, allenatore di calcio e calciatore messicano (n. 1935)
- 15 giugno - Gino Ottier, calciatore italiano (n. 1902)
- 15 giugno - Betsy Snite, sciatrice alpina statunitense (n. 1938)
- 15 giugno - Meredith Willson, compositore, librettista e direttore d'orchestra statunitense (n. 1902)
- 16 giugno - Piero Andreoli, allenatore di calcio e calciatore italiano (n. 1911)
- 16 giugno - Aleksandr Tarasov, pentatleta sovietico (n. 1927)
- 17 giugno - Chet Allen, cantante e attore statunitense (n. 1939)
- 17 giugno - Nobuo Nakagawa, regista e sceneggiatore giapponese (n. 1905)
- 18 giugno - Luis Moglia Barth, regista cinematografico argentino (n. 1903)
- 18 giugno - Arthur Chandler, calciatore inglese (n. 1895)
- 18 giugno - Christa Schröder,  tedesca (n. 1908)
- 18 giugno - Giovanni Vannucci, presbitero e teologo italiano (n. 1913)
- 19 giugno - Vladimir Rudol'fovič Fogel', compositore russo (n. 1896)
- 19 giugno - Lee Krasner, pittrice statunitense (n. 1908)
- 20 giugno - Giovanni Alessio, linguista e glottologo italiano (n. 1909)
- 20 giugno - Carmen Casapieri, politica e sindacalista italiana (n. 1938)
- 20 giugno - Grazia Dore, poetessa e scrittrice italiana (n. 1908)
- 20 giugno - Jaroslav Moták, calciatore cecoslovacco (n. 1909)
- 20 giugno - Estelle Winwood, attrice britannica (n. 1883)
- 21 giugno - Károly Ferencz, lottatore ungherese (n. 1913)
- 21 giugno - Habib Khabiri, calciatore iraniano (n. 1952)
- 21 giugno - Davide Lajolo, scrittore, politico e giornalista italiano (n. 1912)
- 21 giugno - Oreste Moricca, schermidore e militare italiano (n. 1891)
- 22 giugno - Joseph Losey, regista, sceneggiatore e produttore cinematografico statunitense (n. 1909)
- 23 giugno - Leto Morvidi, politico e avvocato italiano (n. 1894)
- 23 giugno - Horst Nemec, calciatore austriaco (n. 1939)
- 23 giugno - Aleksandr Michajlovič Semënov, pittore russo (n. 1922)
- 23 giugno - Ēriks Skadiņš, calciatore lettone (n. 1910)
- 24 giugno - Antonio Bisaglia, politico italiano (n. 1929)
- 24 giugno - Clarence Campbell, dirigente sportivo canadese (n. 1905)
- 24 giugno - William Keighley, attore e regista statunitense (n. 1889)
- 24 giugno - David Overstreet, giocatore di football americano statunitense (n. 1958)
- 24 giugno - Anton Popovič, linguista cecoslovacco (n. 1933)
- 25 giugno - Michel Foucault, filosofo, sociologo e storico della filosofia francese (n. 1926)
- 25 giugno - Akihiko Hirata, attore giapponese (n. 1927)
- 26 giugno - Leopold De Groof, calciatore belga (n. 1896)
- 26 giugno - Carl Foreman, sceneggiatore, produttore cinematografico e regista statunitense (n. 1914)
- 26 giugno - Joseph Gonzales, allenatore di calcio e calciatore francese (n. 1907)
- 26 giugno - Sybil Seely, attrice statunitense (n. 1902)
- 27 giugno - Ken Corley, cestista e giocatore di baseball statunitense (n. 1920)
- 28 giugno - Gavin Astor, II barone Astor, ufficiale e editore inglese (n. 1918)
- 28 giugno - Claude Chevalley, matematico francese (n. 1909)
- 28 giugno - Ferruccio De Michieli Vitturi, politico italiano (n. 1923)
- 28 giugno - Claus Gatterer, storico e giornalista italiano (n. 1924)
- 28 giugno - Alfredo Majorano, commediografo e etnologo italiano (n. 1902)
- 28 giugno - August Nogara, ciclista su strada italiano (n. 1896)
- 28 giugno - Yigael Yadin, militare, archeologo e politico israeliano (n. 1917)
- 29 giugno - Victor Bodson, politico lussemburghese (n. 1902)
- 29 giugno - Herbert A.E. Böhme, attore e doppiatore tedesco (n. 1897)
- 29 giugno - Henri Fabre, aviatore e ingegnere aeronautico francese (n. 1882)
- 29 giugno - Lew Hayman, allenatore di football americano, dirigente sportivo e allenatore di pallacanestro statunitense (n. 1908)
- 29 giugno - Audrey Richards, antropologa britannica (n. 1899)
- 29 giugno - Cesare Zappulli, giornalista e politico italiano (n. 1915)
- 30 giugno - Lillian Hellman, scrittrice e drammaturga statunitense (n. 1905)
- 30 giugno - Helen Hoover, scrittrice statunitense (n. 1910)